# Talia
Talia (em grego Θαλία, "banquete" ou "festim") era uma das Graças na mitologia grega ("Graças" na mitologia romana). Hesíodo a menciona na Teogonia, diferenciando-a em nome, porém, da Musa Tália; ele também nomeia uma das nereidas como Talia. Dependendo das versões do mito, era filha de Zeus e Hera ou de Zeus e Eurínome, e irmã de Aglaia e Eufrosina.